# Andreas Troge
Andreas Troge (* 17. Juli 1950 in Berlin) ist ein deutscher Wirtschaftswissenschaftler. Von 1995 bis Juli 2009 war er Präsident des Umweltbundesamtes.

## Leben und Wirken
Troge studierte von 1970 bis 1975 Volkswirtschaftslehre an der Technischen Universität Berlin. Anschließend arbeitete er als Wissenschaftlicher Assistent an der TU Berlin und an der Universität Bayreuth sowie als Gutachter für das Umweltbundesamt. 1978 wurde er an der Universität Bayreuth zum Dr. rer. pol. promoviert.
Von 1981 bis 1986 war Troge Umweltreferent im Bundesverband der Deutschen Industrie und danach bis 1990 Geschäftsführer des Instituts für gewerbliche Wasserwirtschaft und Luftreinhaltung e. V. und gleichzeitig Geschäftsführer der Überwachungsgemeinschaft Chemieanlagenbetreiber. 1990 wurde er Vizepräsident des Umweltbundesamtes.
Seit 1993 ist Troge Lehrbeauftragter für Umweltökonomie an der Universität Bayreuth, wo er 1996 zum Honorarprofessor ernannt wurde. Seine wissenschaftlichen Arbeiten umfassen Themen wie Wirtschaftsordnungen, Neue Politische Ökonomie, Property-Rights-Theorie und Erkenntnistheorie.
Am 1. August 1995 wurde er Präsident des Umweltbundesamtes. Zum 1. August 2009 ließ er sich aus gesundheitlichen Gründen in den Ruhestand versetzen.
Troge war Mitglied der CDU. Er trat im September 2009 aus der CDU aus und nannte in einem offenen Brief als Begründung, dass sich diese unter Bundeskanzlerin Angela Merkel von seinen Positionen entfernt habe.
Troge ist verheiratet und hat einen Sohn.

## Ehrungen
- 2009: Umweltmedienpreis der Deutschen Umwelthilfe für sein Lebenswerk[3]
- 2010: Verdienstkreuz 1. Klasse des Verdienstordens der Bundesrepublik Deutschland

## Schriften
- Die Wirtschaftspolitik der öffentlichen Haushalte. Merkur, Rinteln 1978, ISBN 3-8120-0230-2.
- Wirtschaftspolitik als institutionelles Problem. Dissertation. Universität Köln 1980. Institut für Wirtschaftspolitik, Köln 1982, ISBN 3-921471-35-4.
- Technik und Umwelt. Deutscher Instituts-Verlag, Köln 1985, ISBN 3-602-14133-0.
- mit Reiner Beer: Umweltschutz und Mittelstand. Schmidt, Berlin 1992, ISBN 3-503-03296-7.
- mit Michael Müller, Klaus Töpfer: Klimareport Alpen. Beck, München 2009, ISBN 978-3-406-57371-2.